# Calumet (Wisconsin)
Calumet es un pueblo ubicado en el condado de Fond du Lac en el estado estadounidense de Wisconsin. En el Censo de 2010 tenía una población de 1.470 habitantes y una densidad poblacional de 12,85 personas por km².

## Geografía
Calumet se encuentra ubicado en las coordenadas 43°54′40″N 88°17′28″O / 43.91111, -88.29111. Según la Oficina del Censo de los Estados Unidos, Calumet tiene una superficie total de 114.4 km², de la cual 77.96 km² corresponden a tierra firme y (31.85%) 36.44 km² es agua.

## Demografía
Según el censo de 2010, había 1.470 personas residiendo en Calumet. La densidad de población era de 12,85 hab./km². De los 1.470 habitantes, Calumet estaba compuesto por el 98.1% blancos, el 0.34% eran afroamericanos, el 0.34% eran amerindios, el 0.41% eran asiáticos, el 0% eran isleños del Pacífico, el 0.07% eran de otras razas y el 0.75% pertenecían a dos o más razas. Del total de la población el 2.65% eran hispanos o latinos de cualquier raza.